# ケラディ・ナーヤカ朝

ケラディ・ナーヤカ朝

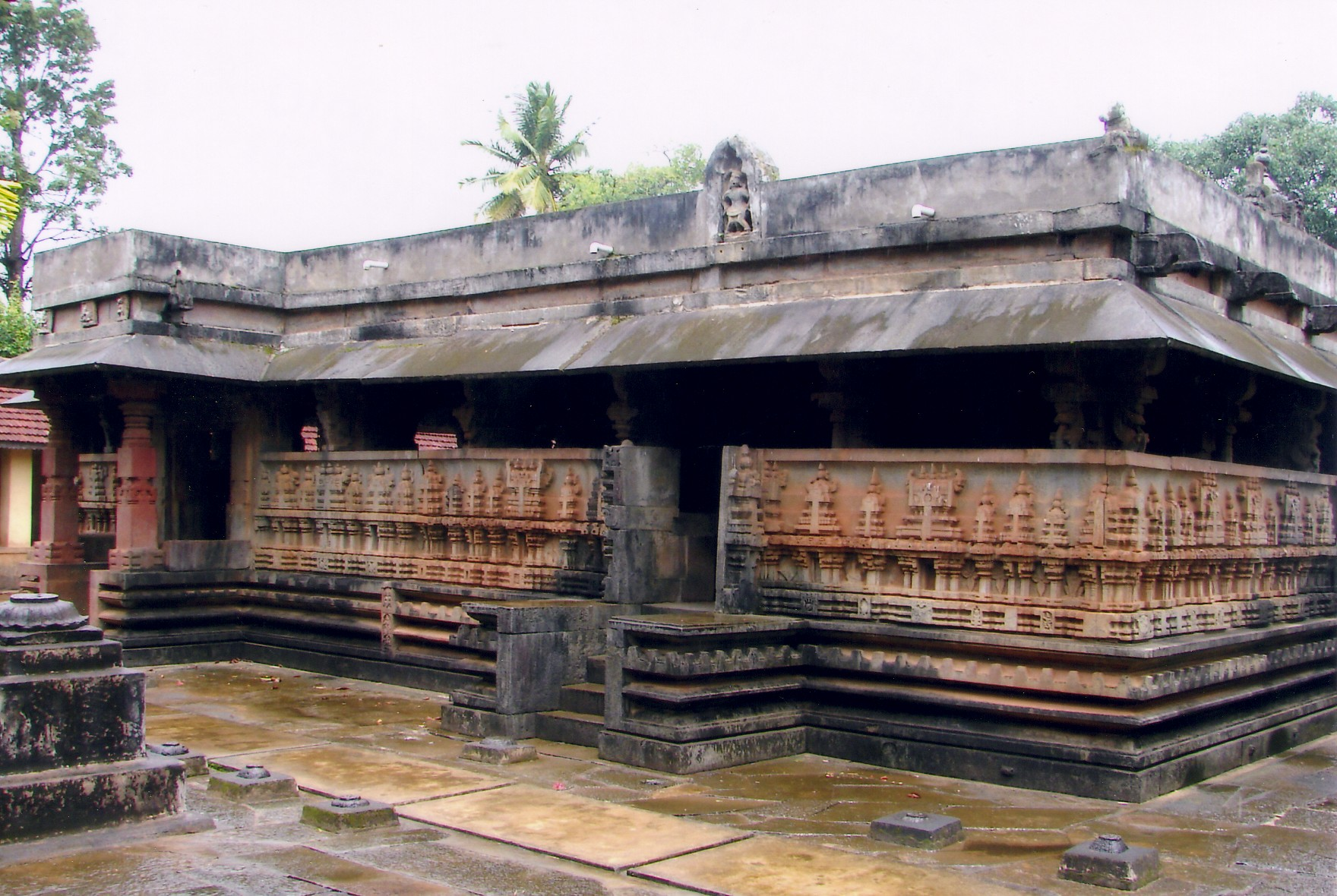
ケラディのラーメーシュヴァラ寺院

ケラディ・ナーヤカ朝（ケラディ・ナーヤカちょう、英語：Keladi Nayaka dynasty）とは、南インドのカルナータカ地方（現カルナータカ州）に存在したヒンドゥー王朝（15世紀末 - 1763年）。ナーヤカ朝の一つでもある。首都はケラディ、イッケーリ、ビダヌール。

## 歴史

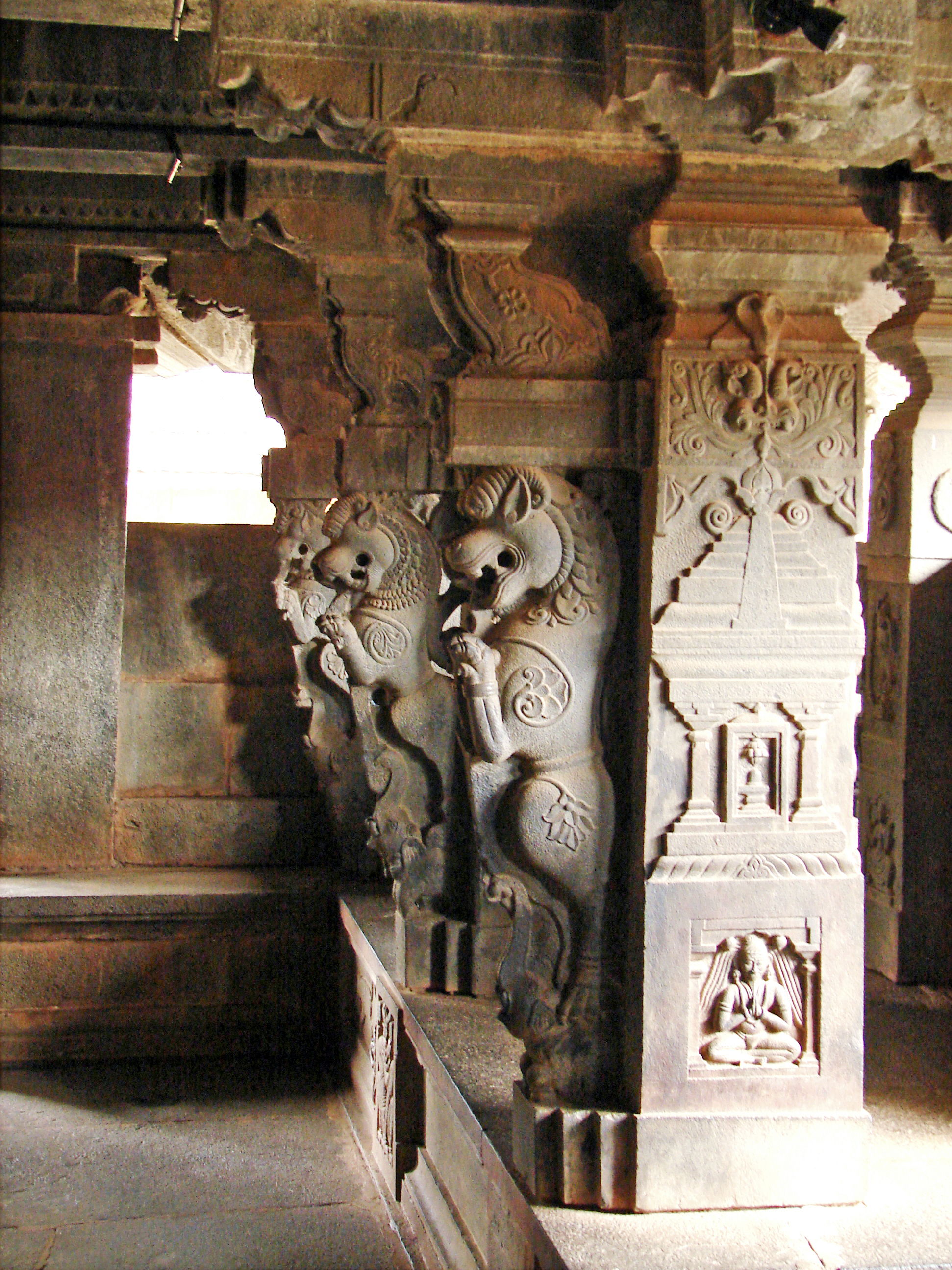
ケラディのラーメーシュヴァラ寺院の彫刻

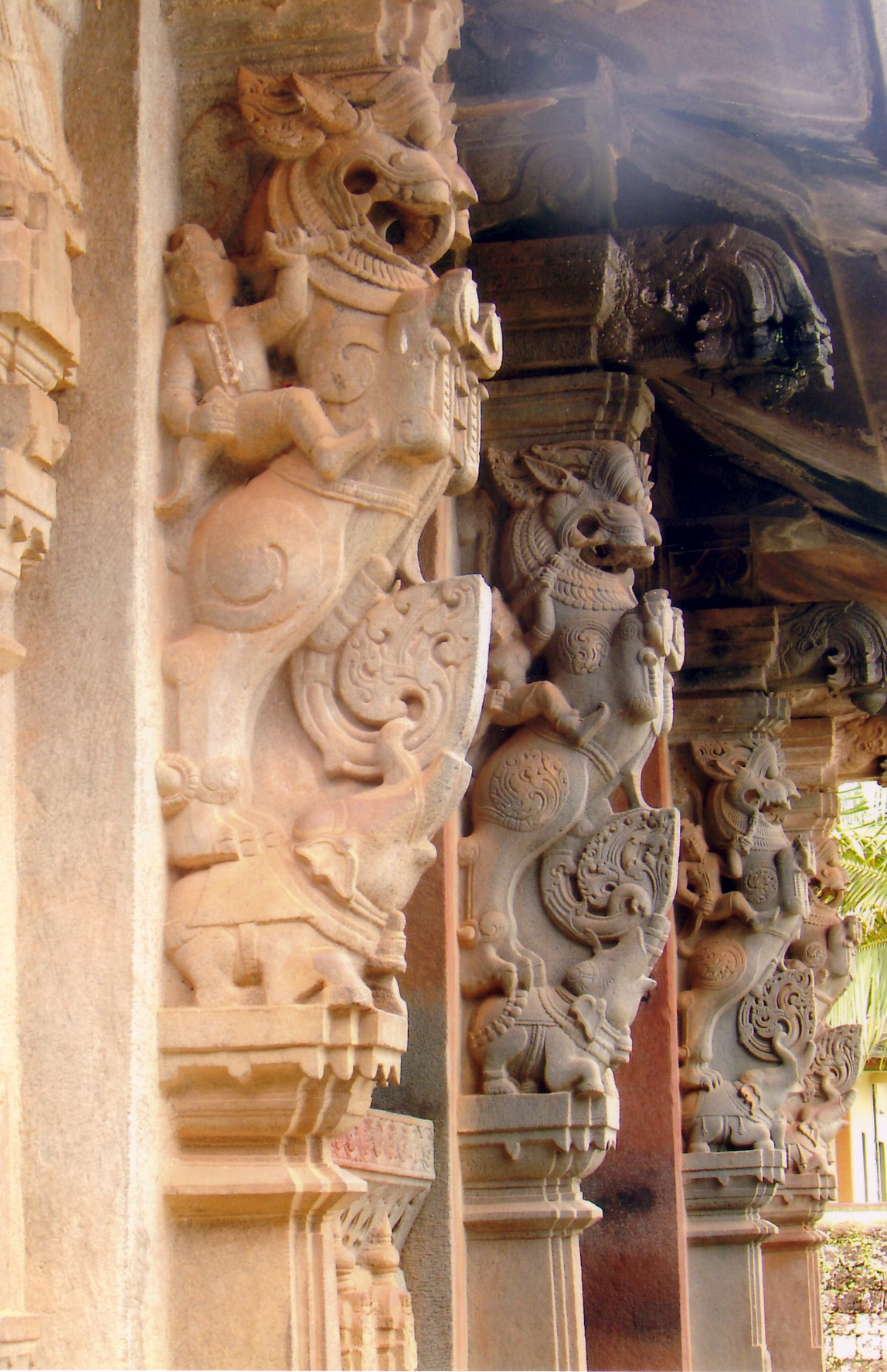
イッケーリのアゴーレーシュヴァラ寺院の彫刻

15世紀末頃からケラディにおいて、ヴィジャヤナガル王国にナーヤカ（ヴィジャヤナガル王国の領主層）として仕えていた有力な一族の支配がみられるようになった。
また、このナーヤカ一族はヴィジャナガル王国で、地方長官クラスの大ナーヤカであったとも知られる。
1560年ごろ、サダーシヴァ・ナーヤカ（在位：1530年 - 1566年）は、ケラディからイッケーリに遷都し、イッケーリには城砦やアゴーレーシュヴァラ寺院が建てられた。
1565年、ヴィジャヤナガル王国がターリコータの戦いにおいて敗北した後、ナーヤカ朝としての独立の動きを見せ、事実上半独立の立場をとった。
ヒリヤ・ヴェンカタッパ・ナーヤカ（在位：1586年 - 1629年）の治世、1614年にヴィジャヤナガル王ヴェンカタ2世の死後、同年と1616年から1617年にかけて、ヴィジャヤナガル王国が王位をめぐる深刻な内紛に陥ると、ケラディ・ナーヤカ朝は衰退したヴィジャヤナガル王国から完全に独立を果たした。
また、1623年にこの地を訪れたイタリア人旅行家のピエトロ・デッラ・ヴァッレは、ヒリヤ・ヴェンカタッパ・ナーヤカを有能な統治者としており、彼は17世紀にビジャープル王国が南インドに侵入してくるとこれを破り、首都ケラディにはムスリムのモスクやジャイナ教の寺院の建設を許している。
だが、ヴィーラバドラ・ナーヤカ（在位：1629年 - 1645年）は、ビジャープル王国の圧迫を避けるため、1640年頃にイッケーリからビダヌールに遷都し、ビダヌールには周囲12kmの城壁を持つ城や、ニーラカンテーシュヴァラ寺院が建てられた。
その叔父シヴァッパ・ナーヤカ（在位：1645年 - 1660年）は、この王朝の最も偉大な王とされ、ビジャープル王国とマイソール王国の勢力を撃退し、文学や美術を愛好し、国内における税制も整え、のちにイギリス東インド会社の官吏も評価するほどだった。
シヴァッパ・ナーヤカの没後、チッカ・ヴェンカタッパ・ナーヤカ（在位：1660年 - 1662年）とバドラッパ・ナーヤカ（在位：1662年 - 1664年）、ソーマシェーカラ・ナーヤカ1世（在位：1664年 - 1672年）の治世はどれも短く、1672年からソーマシェーカラ・ナーヤカ1世の妃で女王ケラディ・チェンナンマ（在位：1672年 - 1697年）の治世となった。

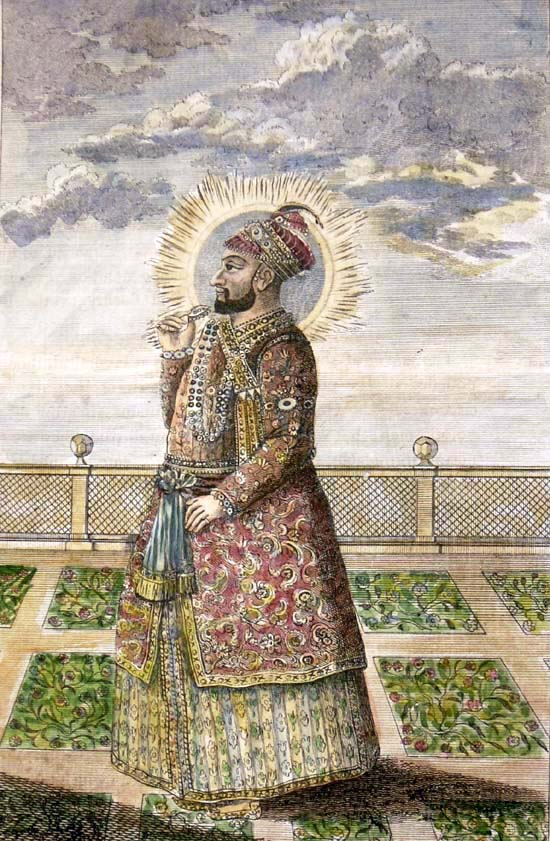
ハイダル・アリー

17世紀末、ケラディ・チェンナンマの治世、ムガル帝国がデカンに進出して、ビジャープル王国とゴールコンダ王国を滅ぼし勢力を拡大し、マラーター王国の王サンバージーを殺して南下してくると、彼女は南インドに逃げてきたその弟ラージャラームを支援した。
ケラディ・ナーヤカ朝もムガル帝国の軍と交戦てしており、ケラディ・チェンナンマの戦いと勇敢さは、カンナダ語の文献に記されており、それは物語となって今も語り継がれている。
しかし、18世紀以降、ケラディ・ナーヤカ朝はつねにマイソール王国の圧迫を受け続け、次第に衰退していくこととなる。
女王ヴィーランマジー（在位：1757年 - 1763年）の治世、1760年にムスリム軍人のハイダル・アリーがマイソール王となると、その圧迫はさらに強まり、1763年3月に首都ビダヌールを落とされ滅亡した。
ハイダル・アリーは首都ビダヌールを落とした際、巨万の財宝を手にしたといわれ、同地に金貨鋳造所を置き、その名を冠した金貨「ハイダリー・パゴダ」を鋳造させた。